# Грязные деньги и любовь
Грязные деньги и любовь (тур. Kara Para Aşk) — турецкий драматический, криминальный и экшен-телесериал производства Ay Yapım, транслировавшийся с 2014 по 2015 год. Главные роли в сериале исполнили Энгин Акюрек и Туба Бюйюкюстюн. Продюсером сериала выступил Керем Чатай, а режиссёром — Ахмет Катыксыз. Первый эпизод сериала вышел в эфир 12 марта 2014 года на телеканале «atv». Завершился сериал 54-м эпизодом, вышедшим в эфир 15 июля 2015 года.

## Сюжет
Комиссар Омер Демир, добившийся больших успехов в своей беспощадной борьбе с преступниками, приезжает в Стамбул, чтобы обручиться со своей девушкой Сибель Андач. Элиф Денизер, живущая в Риме, приезжает в Стамбул в день своего рождения. Той же ночью Сибель, невесту Омера, и Ахмета Денизера, отца Элиф, находят застреленными в голову в одной машине. И Омер, и Элиф остаются наедине с вопросами, на которые не могут найти ответов. После напряжённого и предвзятого знакомства, все улики, с которыми молодые люди сталкиваются, вновь пересекают их пути. Омер полон решимости найти убийцу Сибель. Элиф же, переживая самые трудные моменты своей жизни, узнаёт, что у её отца была тёмная жизнь.

## Актёры и персонажи

### Главные персонажи
| Актёр                | Персонаж               |
| -------------------- | ---------------------- |
| Энгин Акюрек         | Омер Демир             |
| Туба Бюйюкюстюн      | Элиф Денизер Демир     |
| Сайгын Сойсал        | Фатих Дюндар (Метин)   |
| Бурак Тамдоган       | Хюсейн Демир           |
| Бестемсу Оздемир     | Нилюфер Денизер Дюндар |
| Хазал Тюресан        | Аслы Денизер Акчалы    |
| Илькин Тюфекчи       | Пелин Шенер Солак      |
| Ахмет Тансу Ташанлар | Арда Солак             |
| Элиф Инджи           | Мелике Демир           |
| Али Йоренч           | Мерт Дюндар            |
| Дамла Джолбай        | Демет Демир            |
| Гюлер Октен          | Эльван Демир           |

### Выбывшие персонажи
| Актёр           | Персонаж                 |
| --------------- | ------------------------ |
| Эркан Джан      | Тайяр Дюндар             |
| Ышыл Юджесой    | Недрет Денизер Кулоглу   |
| Ойкю Караель    | Ипек Думан               |
| Эмре Кызылырмак | Левент Инанч             |
| Бедия Энер      | Фатма Андач              |
| Альпер Тюреди   | Али                      |
| Дилек Сербест   | Светлана Джинева (Севим) |
| Дениз Барут     | Пынар Сёзер              |
| Тувана Тюркай   | Бахар Чынар              |
| Серкан Куру     | Танер Акчалы             |
| Небахат Чехре   | Зеррин Денизер           |
| Айтач Арман     | Ахмет Денизер            |

## Трансляция
| Сезон | День и время трансляции | Начало сезона   | Конец сезона         | Количество серий в сезоне | Диапазон серий в сезоне | Год       | Телеканал |
| ----- | ----------------------- | --------------- | -------------------- | ------------------------- | ----------------------- | --------- | --------- |
| 1     | Среда 20.00             | 12 марта 2014   | 18 июня 2014         | 13                        | 1-13                    | 2014      | «atv»     |
| 2     | Среда 20.00             | 3 сентября 2014 | 15 июля 2015 (финал) | 41                        | 14-54                   | 2014-2015 | «atv»     |